# Venere (riso)
Il riso Venere è una cultivar italiana di riso.

## Storia
Nasce a Vercelli nel 1997 mediante incrocio convenzionale tra una varietà asiatica di riso nero e una varietà della Pianura Padana a seguito di ricerche condotte dall'agronomo Wang Xue Ren per la cooperativa agricola SA.PI.SE. di Vercelli.
La coltivazione fu autorizzata inizialmente solamente a una decina di aziende agricole, poi si è estesa, aderenti alla ditta sementiera capofiliera SA.PI.SE..
Dall'incrocio tra il riso Venere (a granello medio e pericarpo nero) e un riso di tipo indica (a granello lungo e stretto e pericarpo nero) sono nate due nuove varietà di riso: il riso Ermes (di colore rosso) e il riso Artemide (di colore nero).

## Descrizione
Il chicco si presenta di color ebano con le spighette tendenti al grigio e appartiene alla sottospecie japonica della specie Oryza sativa. Si coltiva principalmente nelle province di Vercelli e Novara.
Il riso Venere integrale contiene antocianine, flavonoli e acidi fenolici, composti fenolici di cui sono note le proprietà antiossidanti. Il sapore del riso Venere è particolarmente intenso.